# Lazzaro Donati
Lazzaro Donati (Modena, 26 gennaio 1845 – Milano, 30 gennaio 1932) è stato un banchiere italiano.

## Biografia
Lazzaro Donati nacque da una famiglia numerosa della Comunità Ebraica di Modena: aveva sette fratelli ed il padre Lazzaro era morto quando aveva sette anni. Il fratello maggiore Salvatore subentrò all'attività di commercio di pelli del padre e del nonno Mandolino, sostenendo la famiglia insieme alla madre Rosina Donati Formiggini.
All'età di 24 anni si trasferì a Milano con il fratello minore Angelo Donati di 22 anni e aprì nel 1869 con lui e Moise Jarach di 23 anni una società di “cambiavalute e commissionario in banca”, con la denominazione “Donati Jarach”.
La ditta ebbe sede per tutti i trent'anni di attività in via Santa Margherita 5, presso Piazza della Scala, dove avevano il loro ufficio gran parte dei cambiavalute di Milano. Nel 1881 il capitale sociale era di 400.000 lire, pari a 1 milione di euro attuali e Lazzaro ne possedeva il 35%.
La banca superò con successo il difficile biennio 1873-74 e la crisi bancaria del 1893 diversificando i rischi. Nel 1899 Gustavo e Alberto Weill-Schott, titolari dell'omonima banca, decisero di incorporare la società Donati Jarach nella loro nuova Società Bancaria Milanese, alleandosi con un gruppo di banchieri e industriali milanesi.
Lazzaro Donati divenne nel 1891 Commissario di Sconto della sede di Milano del Banco di Napoli, con il compito di stabilire il tasso di sconto da applicare ad ogni singolo cliente e vi rimase fino al 1924. Il Banco di Napoli era allora la seconda banca del Regno d'Italia. Fu anche consigliere della Banca Cooperativa Milanese.
Fino al 1910 fu presidente della Società Anonima Ferrovia Sicula Occidentale e consigliere del Lanificio di Gavardo (BS).
Nel 1911 il Consiglio Comunale di Milano lo nominò suo rappresentante nella Commissione Centrale di Beneficenza della Cassa di Risparmio delle Provincie Lombarde, carica rinnovata fino al 1930 tranne una breve interruzione negli anni 1921-22. Fin dall'inizio gli fu conferito lo speciale incarico dell'alta funzione di distribuzione del credito per le operazioni di sconti e sovvenzioni cambiarie, come pure del movimento dei valori pubblici e dell'esame dei bilanci.
Il 4 agosto 1914, all'inizio della grande guerra, il governo decretò una moratoria che vietava alle banche di pagare più del 5% dell'importo dei depositi e 50 lire per i depositi inferiori a 1000 lire (2500 euro di oggi). Donati ottenne dal Ministro delle Finanze una sovvenzione di 60 milioni (180 milioni di euro) per riprendere regolarmente le operazioni e la Cassa di Risparmio ne ottenne un grande prestigio ed il triplicamento dei depositi.
Nel 1918 fu chiamato a far parte della “Commissione di studio per l'ordinamento del credito pel passaggio dallo stato di guerra a quello di pace” e nel 1920 entrò nel Consiglio Superiore del Credito.
Nel 1921 ebbe la nomina di Cavaliere di Gran Croce dell'Ordine del Regno d'Italia e nel 1931 di Commendatore dell'Ordine dei Santi Maurizio e Lazzaro.
Nel 1923 tenne il discorso ufficiale per il centenario della Cassa di Risparmio, in quanto membro del Comitato Esecutivo.

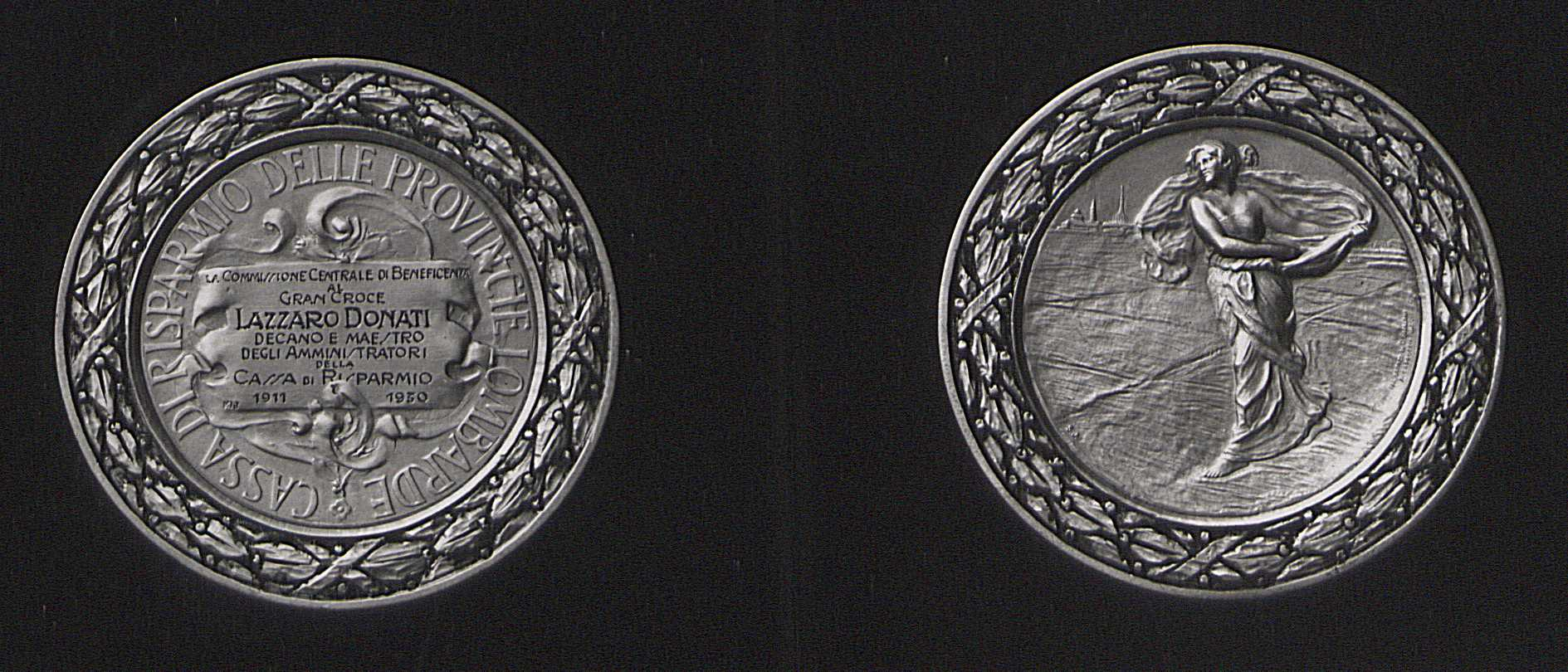
Medaglia della Cariplo, 1930

Nel 1930 dovette lasciare la Cassa di Risparmio per raggiunti limiti di età; gli fu conferita una medaglia a “Lazzaro Donati decano e maestro degli amministratori della Cassa di Risparmio” e fu nominato Consultore della Cassa di Risparmio grazie alla stima del Presidente della Cassa Giuseppe D'Arzago De Capitani e del capo del governo Mussolini.
Morì a 87 anni e gli furono dedicati ampi necrologi sui principali giornali italiani e solenni onoranze funebri.
Fu anche presidente dell'Opera Pia di soccorso pei figli dei lavoratori e per gli Orfani di Guerra e di un comitato di medici per provvedere, con i larghi mezzi forniti dalla cassa di Risparmio, a quanto poteva occorrere agli ospedali di riserva per la miglior cura dei feriti di guerra.
Sposò Enrica Reinach, sorella del fondatore della Oleoblitz Ernesto Reinach, da cui ebbe tre figlie, Ida, Margherita e Gina.
Fu amico del pittore Emilio Longoni a cui commissionò i ritratti della figlia Ida, del fratello Augusto Donati e del nipote Guido Donati da fotografie dopo la loro morte e di cui acquistò due opere, Alba nel Ghiacciaio (1915-16), attualmente in mostra alla Pinacoteca di Brera, e Lago di Garda (1910-11).